# Tomoderus minutus
Tomoderus minutus es una especie de coleóptero de la familia Anthicidae.

## Distribución geográfica
Habita en Costa de Marfil.